# Seimu
Seimu (japonsky 成務天皇, Seimu-tennō, známý rovněž jako (稚足彦天皇 Wakataraši hiko no Sumera mikoto), byl třináctý japonský císař podle tradičního seznamu panovníků. Obě nejstarší japonské kroniky Kodžiki a Nihonšoki zaznamenávají události, jež se staly za údajného Seimuova života. Tento legendární císař je nejlépe znám organizováním místních vlád, když jako první jmenoval úředníky v provinciích, jimž vládl.  Seimu měl pouze jedinou ženu zaznamenanou kronikami, která mu porodila jediného potomka. Měl také jednu konkubínu, ta však zůstala bezdětná. Tím se zcela liší od svého otce, který prý měl mnoho manželek, s nimiž zplodil přinejmenším 80 dětí.   
Všeobecně panuje názor, že císař Seimu vládl od roku 131 do roku 190. Problém s nástupnictvím nastal, když jeho jediný syn v mladém věku zemřel. Seimu před svou smrtí v roce 190 zvolil za svého nástupce jednoho ze svých synovců, který pak nastoupil na Chryzantémový trůn jako císař Čúai. Seimu se tak stal prvním japonským císařem, který postoupil trůn nepřímému následovníkovi. Vzhledem ke skutečnosti, že místo, kde byl císař pohřben, není známo, je Seimu tradičně uctíván u pamětní šintoistické hrobky (kofunu). Moderní historici dospěli k závěru, že titul císař a jméno Seimu použily k popisu tohoto legendárního císaře až pozdější generace. Domnívají se rovněž, že císař Seimu ve skutečnosti vládl mnohem později, než je mu běžně připisováno. 

## Legenda
Japonci tradičně uznávají historickou existenci tohoto panovníka a udržují jeho mauzoleum (misasagi). Následující informace jsou převzaty z dávných japonských kronik Kodžiki a Nihonšoki, jež mají sice charakter spíše literárního díla, jsou však nejdůležitějším pramenem pro poznání nejstarších japonských dějin. Zahrnují jak legendy a mýty, tak pravděpodobná historická fakta, která však byla během let zveličena anebo překroucena. Podle záznamů se Seimu narodil manželce císaře Keikóa Jasakari-hime asi v roce 84 a dostal jméno Wakatarašihiko (稚足彦尊). Není známo, jakým způsobem byl vybrán za korunního prince, ale na Chryzantémový trůn princ Wakatarašihiko usedl v roce 131 jako císař Seimu.  Je o něm známo, že ustanovil provinční vlády jmenováním prvních guvernérů a oblastních úředníků. Podrobnosti o systému jeho vlády zůstávají dodnes nejasné. Víme jen, že v té době byli císařští princové posíláni na důležitá místa v provinciích. Tato jmenování místních vládců měla vylepšit dobré jméno císařského dvora. Mezi vhodné kandidáty patřili „zasloužilí mužové“, císařští princové nebo náčelníci místních kmenů.
Záznamy uvádějí, že Seimu měl manželku jménem Oho-takara (弟財郎女), s níž měl jediného syna, prince Wakanukeho (和訶奴気王). Císařův jediný syn zřejmě zemřel velmi mlád, protože Seimu zvolil před svou smrtí za korunního prince syna svého bratra Takerua Jamata. Bylo mu tehdy 107 let. Jeho synovec jménem Tarašinakacuhiko usedl roku 192 na trůn jako císař Čúai.

## Známé informace

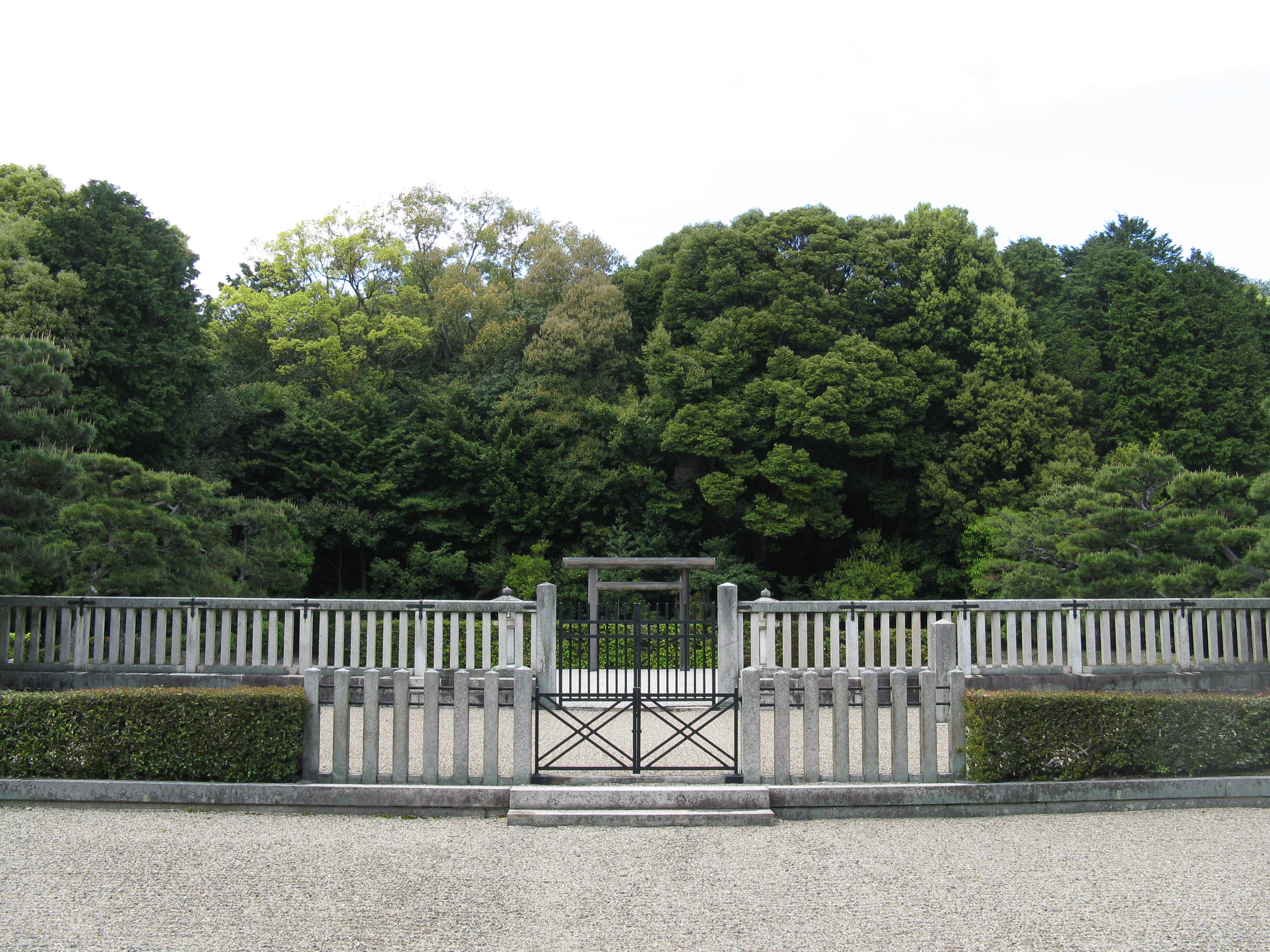
Pamětní šintoistická svatyně a mauzoleum, kde je uctíván císař Seimu

Historici řadí Seimua mezi „legendární císaře“, protože nemají k dispozici dostatek podkladů k důkladnějšímu probádání jeho života. Jeho existence je vzhledem k tomuto nedostatku sporná. Pokud Seimu skutečně existoval, nemáme žádný důkaz, který by naznačoval, že se titul tennó, císař, v době, do níž podle dostupných informací Seimuova vláda spadá, skutečně používal. Je mnohem pravděpodobnější, že byl náčelníkem nebo místním vůdcem klanu a že vládl jen na malé části území dnešního Japonska. Jméno Seimu-tennó mu bylo nejspíš přiděleno až posmrtně, o mnoho generací později. Jeho jméno mohlo být upraveno celá staletí po životě, který mu byl připisován, možná v době, kdy byly sepisovány legendy o původu dynastie Jamato do kroniky, kterou dnes známe jako Kodžiki.  Existuje však možnost, že Seimu vládl během první poloviny 4. století, kdy se Japonsko stalo sjednoceným státem řízeným z provincie Jamato. V tom případě by tyto zprávy „nebyly nepravděpodobné“.
Jelikož skutečné místo, kde byl císař Seimu pohřben, není známo, je císař tradičně uctíván v pamětní šintoistické svatyni (misasagi) v Naře. Úřad pro záležitosti japonského císařského dvora stanovil toto místo jako císařovo mauzoleum, takže nese formální jméno Saki no Tatanami no misasagi.
Odhlédneme-li od kronik Kodžiki a Nihonšiki je teprve vláda 29. císaře Kinmeie (asi 509–571) první, které současná historiografie dokázala přiřadit ověřitelná data. Standardně přijímaná jména a data prvních císařů však byla schválena za „tradiční“ teprve od vlády císaře Kammu (737–806), 50. panovníka dynastie Jamato.